# METIS - educação para a saúde
A METIS é um website de informação e educação para a saúde desenvolvido pela Faculdade de Medicina da Universidade do Porto, em colaboração com o  CINTESIS - Centro de Investigação em Tecnologias e Serviços de Saúde.  É uma plataforma online com artigos de informação em temas de saúde cumprindo o objetivo de manter o rigor científico e biomédico. O processo de publicação obedece às regras normais de publicação científica, com revisão por pares e aprovação por conselho editorial.
Ao mesmo tempo, disponibiliza também uma  ferramenta de comunicação efetiva em que as pessoas podem colocar a sua dúvida que será abordada e respondida por profissionais de saúde com experiência em Cuidados de Saúde Primários e Medicina Preventiva.
Foi lançado em 17 de janeiro de 2016, com o apoio da Fundação Calouste Gulbenkian através do programa CONCURSO DE LITERACIA EM SAÚDE, que garantiu o financiamento para o início do projeto.
Juntamente com a  plataforma eletrónica apresenta também um carácter educativo com uma presença regular nas redes sociais, onde promove a discussão ativa de temas de saúde através de publicações no seu website.